# 안동김씨 역동재사
안동김씨 역동재사(안동김씨 台庄齋舍)는 경상북도 안동시 풍산읍 소산리에 있다. 2017년 6월 21일 안동시의 문화유산 제109호로 지정되었다.